# 長谷部竹腰建築事務所
長谷部竹腰建築事務所（はせべたけこしけんちくじむしょ）は、建築の設計監督を業とする会社で、現在の日建設計の源流である。
1933年（昭和8年）5月、住友合資会社が工作部を廃止した直後に、工作部長であった長谷部鋭吉と、同部建築課長であった竹腰健造が、工作部員27名とともに退職して創立した。
工作部解散についての処置は多く竹腰の肩にかかっていたが、長谷部と竹腰は工作部員の離散を見るに忍びないので、自らも住友を離れ、別に建築事務所を設立して部員とともに活路を開くことを決意し、住友へこのことについて諒解を求め、援助を乞うていた。長谷部ら29人は住友銀行船場支店の4階の1室を借りて移り、新会社設立の準備をすすめた。そして6月株式会社長谷部竹腰建築事務所が創立された。
独立して始める建築事務所は資本金10万円の株式会社とし、さしあたって住友合資会社で5万円を出資し、後に経営が成り立たないときはふたたび5万円を出資して、これをもって限度とする。そして株式総数2000株のうち、長谷部、竹腰にそれぞれ300株ずつ合計600株を貸与する。なお2人の身分は当分嘱託として合資会社に残る。2人は快諾して、ここに新会社発足が決定した。
長谷部と竹腰はそれぞれ常務取締役に就任し、同時に当時住友合資会社の総務部長兼経理部長であった大屋敦と、総務部営繕課長であった増谷平八を取締役に就任させ、住友銀行常務取締役岡橋林と合資会社商工課長の小林晴十が監査役に就任した。
初期は溶接に関する鉄骨構造体を多く手がけていく。1940年以降は、大陸に進出、満州建築事務所を併立した。1943年まで、総数300人近い所員を有していた。
1944年、住友に合流する。
戦後、竹腰は公職追放になるが、1949年、聖心女子大学の建築顧問を委嘱する。一方長谷部は、日建設計工務発足時、顧問に。
代表作に、大阪証券取引所旧市場館 （1935年、大阪市住友からの継続）、日本生命保険本社（実施は1939年から。独立の契機となる）、旧住友銀行神戸支店、住友銀行京都支店（1938年）などがある。